# Jacob Verbruggen
Jacob Verbruggen (Mechelen, 1586 - 1663) was een Zuid-Nederlands jezuïet en kunstschilder die onder zijn Spaanse naam Diego de la Puente bekend is als een grondlegger van de schilderkunst in Peru, Chili en Bolivia, toen onderdeel van het Spaanse koloniale rijk.
Verbruggen genoot een schildersopleiding in Mechelen of Antwerpen en trad in bij de orde van de jezuïeten. In 1620 bevond hij zich al in Peru. Tot zijn dood wijdde hij zich aan het schilderen van religieuze voorstellingen voor kerken van de jezuïeten in Peru (Trujillo, Lima, Cuzco en Juli), Chili en Bolivia. Hij werd zo ook een van de grondleggers van de barok in die landen.

## Werken
Een selectie van zijn werken:
- Het martelaarschap van Sint-Ignatius van Antiochië (1620, Lima)
- Het Laatste Avondmaal (1656, Convento de San Francisco, Lima)
- De Aartsengel Michaël (La Paz)
- Christus aan de zuil (La Paz)
- De werkplaats van Nazareth (La Paz)

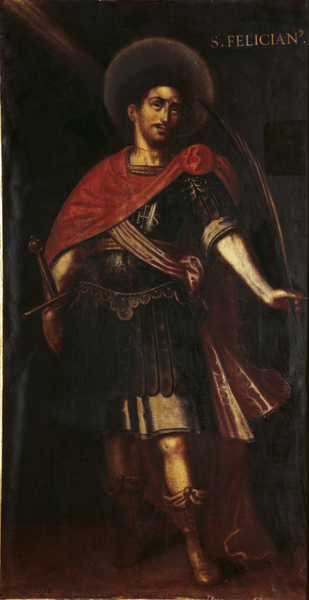
Sint-Felicianus, Museo Nacional de Arte, La Paz
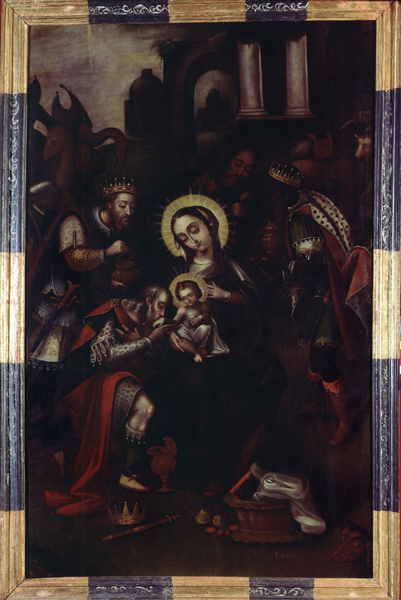
Aanbidding der koningen
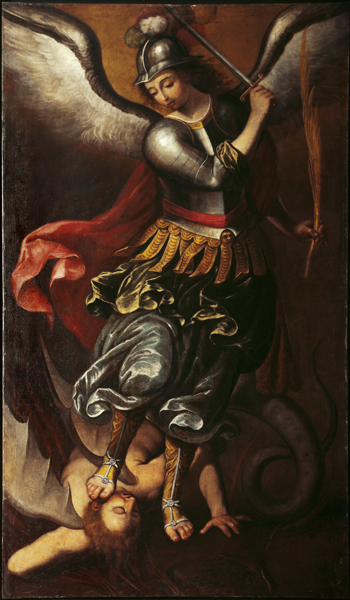
Aartsengel Michaël (La Paz)
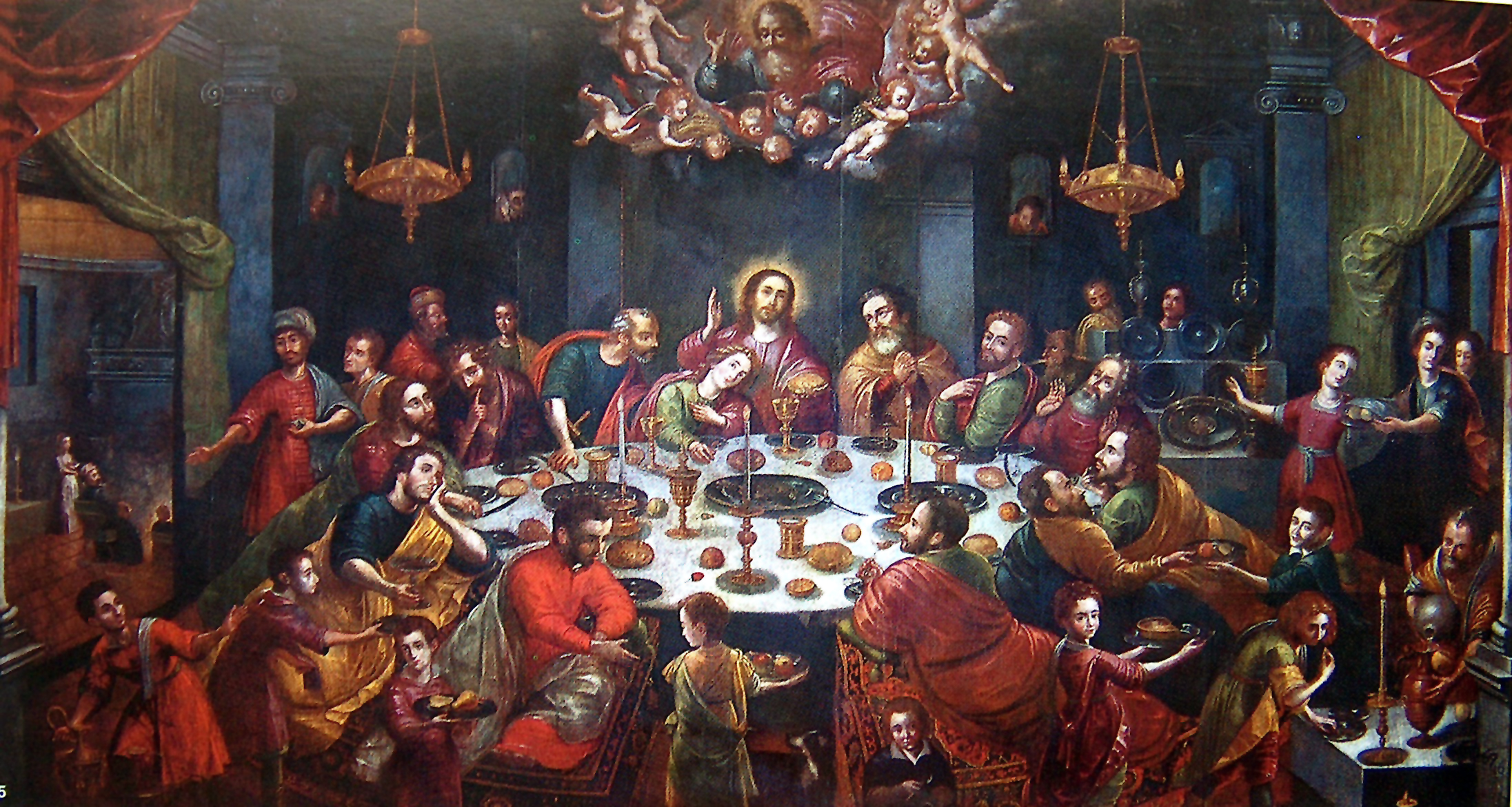
Het Laatste Avondmaal (Lima)